# Билл, Джеффри
Дже́ффри Билл (англ. Jeffrey Beall) — американский библиотекарь и библиотековед. Адъюнкт-профессор в библиотеке Аурария при Университете штата Колорадо в Денвере. Получил широкую известность как составитель основанного на продолжительном мониторинге «списка Джеффри Билла», в котором на своём веб-сайте Scholarly Open Access представил недобросовестных издателей, выпускающих хищнические издания и журналы открытого доступа. Этой тематике посвятил ряд статей в таких научных изданиях, как Nature, The Charleston Advisor и Learned Publishing. За свою деятельность на этом поприще подвергался угрозам и нападкам со стороны некоторых организаций и изданий, попавших в его список.

## Биография
Родился в XX веке[уточнить] в США[где?].
Получил степень бакалавра гуманитарных наук по испанскому языку в Университете штата Калифорния в Нортридже (1982), а также степень магистра гуманитарных наук по английскому языку в Университете штата Оклахома в Стиллвотере (1987) и степень магистра библиотековедения в Университете штата Северная Каролина (1990).
С 1990 по 2000 год работал первым, а затем старшим составителем каталога в Гарвардском университете.
До декабря 2012 года был членом редакционной коллегии журнала Cataloging & Classification Quarterly (ежеквартальное издание, освещающее вопросы библиотечной каталогизации и классификации). В том же году он получил контракт пожизненного найма в Университете штата Колорадо в Денвере.
В интервью изданию The Charleston Advisor (рецензируемое периодическое издание, обозревающее частные и бесплатные интернет-ресурсы, которые библиотеки лицензируют и делают доступными для своих спонсоров и пользователей) в июле 2013 года Дж. Билл заявил, что наибольшее влияние на него оказал Фредерик Гридли Килгур.

## Критика хищнических методов публикации научных материалов в режиме открытого доступа
Дж. Билл работает библиотекарем более 20 лет. Его твёрдая и последовательная критическая позиция по отношению к «хищным» издательствам (термин, придуманный им самим) широко известна среди издателей, практикующих публикацию авторских материалов в открытом доступе. В 2009 году в журнале The Charleston Advisor он опубликовал ряд работ, в которых проанализировал журналы открытого доступа, использующие хищнические методы публикации (например, Bentham Open). Однако его интерес к подобным изданиям возник ещё в 2008 году, когда он начал получать многочисленные приглашения от журналов сомнительного характера с предложением войти в их редакционные советы. Дж. Билл говорит, что его «сразу же заинтриговала вся эта ситуация, потому что большинство писем содержало много грамматических ошибок». С тех пор он ведёт широко известный и регулярно обновляемый список, как он называет, «потенциальных, возможных или вероятных „хищных“ издателей, практикующих научные публикации в режиме открытого доступа». Общий список подразделяется на два блока: список недобросовестных издателей и список отдельных недобросовестных журналов. Эти списки рассматриваются крупнейшими мировыми реферативными научными базами данных Scopus и Web of Science в качестве основы при принятии ими решения об удалении того или иного псевдонаучного журнала из своей базы. Билл подсчитал, что подобные недобросовестные издания публикуют около 5-10 % всех статей, представленных для открытого доступа, и что по меньшей мере 25 % журналов открытого доступа являются «хищными». В 2011 году в списке было 18 пунктов, а к 29 декабря 2016 года число возросло до 923. В начале января 2017 года эта цифра составляла 1155 издателей и 1294 журнала.
Биллу принадлежит понятие «хищническая конференция», которым он обозначил деятельность OMICS Publishing Group и подобных ей организаций, устраивающих «научные конференции» с заявленными в составе редакционных совет и организационных комитетов видных учёных, которые не давали на это своё согласие, с большими денежными взносами на участие, а также такие мероприятия, где с обманной целью используется похожее название авторитетных научных конференций. Он подверг критике финансовые механизмы конференций OMICS Publishing Group, отметив, что «правила регистрации показывают, что они никогда не возмещают регистрационные сборы, даже если сами отменяют или переносят конференцию. Вместо этого ими предоставляется кредит на следующие конференции». Билл выступил с рекомендацией «в наиболее возможной степени, чтобы учёные всех стран избегали каких-либо соприкосновений с OMICS. Не отправляли документы. Не соглашались работать в их редакционных советах. Не регистрировались и не посещали их конференции».

### Список «хищников» Билла, или журналScienceрасставляет капканы
В 2013 году журнал Science опубликовал результаты своей хитроумной операции. Она представляла собой своеобразный «точечный укол» для проверки качества рецензирования статей. В различные издания была направлена статья-розыгрыш о лишайнике, который якобы имел способность выступать в качестве ингибитора роста опухолевых клеток, стилизованная под серьёзную научную статью, но на самом деле не имеющая ничего общего с таковой. К удивлению, рукопись была принята многими (60 %) изданиями, подавляющее число (82 %) которых оказалось в списке Дж. Билла. В статье «Кто боится рецензирования?» в журнале Science было отмечено, что «…результаты „точечного укола“ показывают, как Дж. Билл преуспел в выявлении издателей с низким контролем качества. 82 % издателей из его списка приняли статью-розыгрыш». По словам Дж. Билла, автор «точечного укола» Джон Боаннон «в сущности всего лишь обнаружил» то, о чём Билл говорил уже в течение нескольких лет.

### Угрозы судебного преследования
В феврале 2013 года издательство открытого доступа «Канадский центр науки и образования» (англ. The Canadian Center of Science and Education (CCSE)) расположенное в Торонто, направило Дж. Биллу письмо с заявлением о том, что включение компании в список сомнительных издателей открытого доступа является ничем иным, как дискредитацией. В письме также говорилось, что если Дж. Билл не удалит компанию из своего списка, ему будет предъявлен «гражданский иск».
В мае 2013 года издательство OMICS Publishing Group (Хайдарабад, Индия), которое также было включено в список недобросовестных издателей открытого доступа, направило Дж. Биллу предупреждение о том, что намерено в соответствии с разделом 66A (запрет на использование компьютера с целью публикации грубо оскорбительной, а также угрожающей или ложной информации) Закона об информационных технологиях Индии 2000 года, через суд взыскать с него убытки в размере 1 млрд долларов США. В шестистраничном письме издательства OMICS сообщалось, что блог Дж. Билла «смешон, необоснован, дерзок» и «демонстрирует элементарный непрофессионализм и откровенное высокомерие». По словам Дж. Билла, «плохо написанное письмо с угрозами в его адрес является попыткой издательства OMICS отвлечь внимание от всей чудовищности своей редакционной практики». Суд не состоялся, поскольку Верховный суд Индии в другом своём решении признал данный раздел противоречащим Конституции Индии. В 2016 году Билл с удивлением узнал, что Федеральная торговая комиссия подала в Федеральный окружной суд штата Невада иск в отношении OMICS group. Подобный судебный процесс стал первым случаем подачи иска против научного издательства, в котором утверждалось, что ответчик «обманывал учёных и исследователей относительно своего издания присвоив публикационные взносы в размере от сотен до тысяч долларов», задерживал присланные рукописи взимая сборы за ускорение публикации работ и поощрял проведение хищнических конференций. В статье в журнале Inside Higher Education проводились примеры выявленной Биллом подобной деятельности OM ICS Publishing Group, он которой он отозвался следующим образом: «Если кто и хищник, то вот это издательство. Оно есть наихудшее из наихудшего».

### Удаление Scholarly Open Access
15 января 2017 года полностью было удалено всё содержимое Scholarly Open Access вместе с личной страницей Билла на веб-сайте университета. На удаление первыми обратили внимание пользователи социальных сетей, которые высказали предположение о том, что удаление было связано с переносом списка руководством Cabell’s International, однако позднее компания отрицала свою причастность, а её вице-президент по развитию бизнеса Лесли Эрл заявил, что Билл «был вынужден закрыть блог из-за угроз и политики». В свою очередь официальный представитель университета заявил, что удаление содержимого сайта было личным решением Билла и не связано с какими-то юридическими сложностями. Канадский врач Роджер Пирсон, профессор акушерства, гинекологии, репродуктивных наука и медицины Университета Саскачевана, отметил, что «увидеть труды Билла уничтоженными было полнейшей катастрофой», поскольку «с научной точки зрения это означает отсутствие крайне насущного источника».